# 肯普滕
阿尔高地区肯普滕（德語：Kempten (Allgäu)），通称肯普滕（德語：Kempten，發音：[ˈkɛmptn̩] ⓘ，發音：[ˈkɛmptə] ⓘ），是德国巴伐利亚州施瓦本行政区的非县辖城市，面积63.28平方千米，2023年12月31日人口为70,713人，是仅次于奥格斯堡的施瓦本行政区第二大城市，也是人口共48万的阿尔高地区的政治、教育、行政、商业中心。

## 友好城市
肯普滕与以下城市结为友好城市：
- 德国 巴特迪克海姆（2001年）
- 法國 基伯龙（1971年）
- 爱尔兰 斯莱戈（1990年）
- 匈牙利 肖普朗（1987年）
- 義大利 特伦托（1987年）